# Ґосьцешин (Великопольське воєводство)
Ґосьцешин (пол. Gościeszyn, нім. Eichgraben) — село в Польщі, у гміні Вольштин Вольштинського повіту Великопольського воєводства.
Населення — 450 осіб (2011).
У 1975-1998 роках село належало до Зеленоґурського воєводства.

## Демографія
Демографічна структура станом на 31 березня 2011 року:
|          | Загалом | Допрацездатний вік | Працездатний вік | Постпрацездатний вік |
| -------- | ------- | ------------------ | ---------------- | -------------------- |
| Чоловіки | 233     | 55                 | 170              | 8                    |
| Жінки    | 217     | 50                 | 133              | 34                   |
| Разом    | 450     | 105                | 303              | 42                   |